# ...And Six Dark Hours Pass
...And Six Dark Hours Pass è il secondo album della band statunitense aTelecine, pubblicato in vinile nel 2010 da Dais Records.

## Formazione
- Anthony D'Juan
- Pablo St. Francis
- Sasha Grey

## Tracce
Lato A
1. ..Night November – 1:17
2. Puget – 9:19
3. Sky Then Trees Then Birds Then Nothing – 12:02

Lato B
1. Very Small Friends – 7:13
2. Armour (Cut) – 7:33
3. Sixth Pass – 4:52